# Taxon fourre-tout
Un taxon poubelle désigne en paléontologie un taxon fourre-tout, qui rassemble des espèces éteintes qui se ressemblent mais dont la parenté est mal établie, ou des espèces connues par des fossiles très fragmentaires, dépourvus de caractères uniques distinctifs discernables (autapomorphies), et de ce fait difficiles à classer,. Ces espèces sont regroupées soit par une certaine similitude apparente, soit par leur non-appartenance à un ou plusieurs autres taxons voisins bien établis. Les taxons poubelles sont cependant considérés comme des taxons valides tant que les avancées de la science ne permettent pas de les réviser.

## Profil
La base de données Paleobiology Database recense de nombreux taxons fossiles, dont certains ont une validité précaire. Les taxons fossiles les plus répandus dans le temps et dans l'espace et qui ont été définis il y a de nombreuses décennies sont ceux qui ont les plus fortes chances d'être des taxons poubelles.

## Exemples

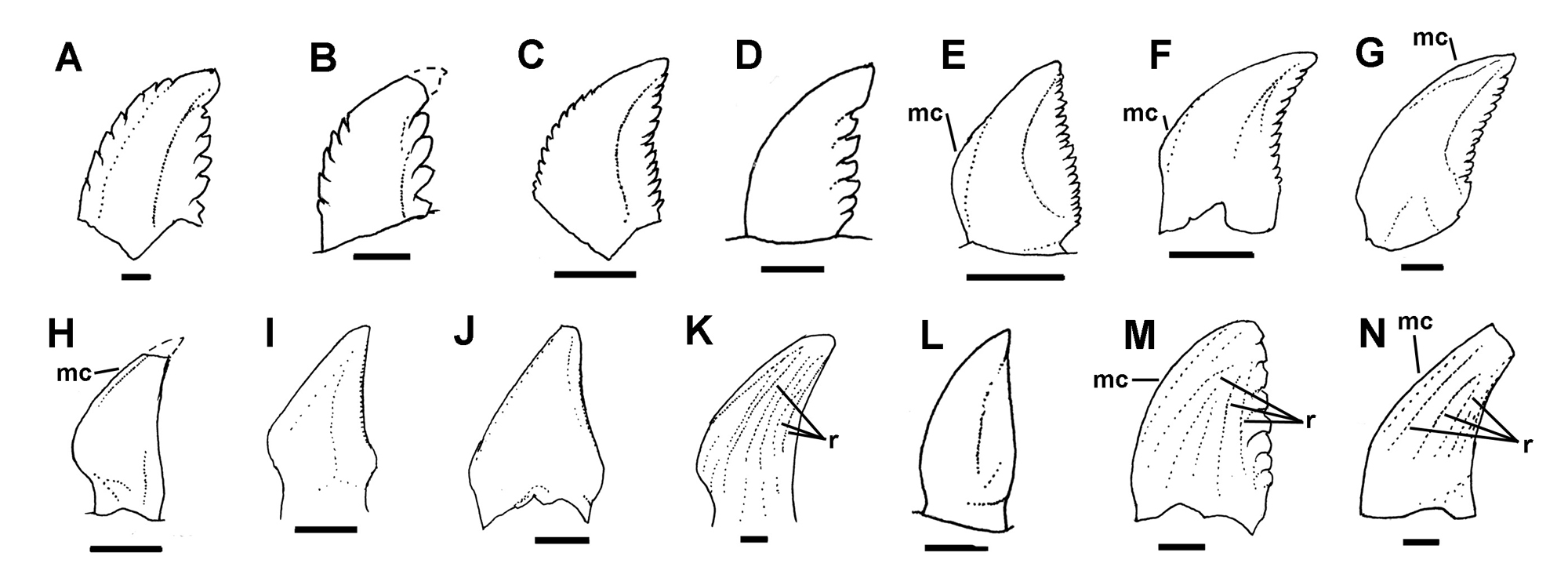
Comparaison de dents attribuées à différents genres et espèces de troodontidés, avec l'holotype du genre Troodon en A (T. formosus).

Des fossiles d'organismes connus uniquement à l'état fragmentaire peuvent être regroupés dans un taxon poubelle en se basant sur de vagues ressemblances morphologiques ou sur un regroupement par même niveau stratigraphique, en attendant que d'autres découvertes viennent préciser leur attribution taxonomique.
C'est le cas des rauisuchiens, des sauropsidess fossiles du Trias ressemblant en partie aux crocodiles actuels.
C'est aussi le cas du genre fossile Troodon, un dinosaure théropode du Crétacé supérieur dont l'holotype n'est connu que par une seule dent fragmentaire, ses os étant relativement fragiles et peu propices à une préservation par fossilisation. Ainsi de nombreuses dents isolées ont été attribuées au groupe des Troodontidae qui constituait un taxon poubelle, avant que l'holotype de Troodon soit considéré comme non-diagnostique et envisagé, par certains paléontologues, comme un nom douteux (nomen dubium),,,.
En paléoanthropologie, le taxon Homo erectus est parfois considéré comme un taxon fourre-tout, notamment par les chercheurs qui mettent l'accent sur les différences morphologiques constatées entre fossiles humains africains et asiatiques du Pléistocène inférieur,.